# 에바 파비안
에이바 페이비언(Ava Fabian, 1962년 4월 4일 ~ )은 미국의 배우, 플레이메이트, 모델이다.

## 출연 작품
- 댄싱 잇츠 온 (2015년)
- Crash Point Zero (2001)
- 백 슬라이더 (1999년)
- Busted (1997)
- 라스트 맨 (1996년)
- 러브 바이츠 (1993년)
- 앤티 리스 미트 파이 (1992년)
- 란제리 3 (1991년)
- 스키 스쿨 (1991년)
- 란제리 2 (1990년)
- 록시 (1990년)
- 리미트 업 (1989년) - 사샤 역
- 롭스터맨 (1989년)
- 란제리 (1988년)
- 드라그넷 (1987년)

### 텔레비전
- 못말리는 번디 가족 (1990-91)